# Autobuses del Norte (estación)
Autobuses Norte es una de las estaciones que forman parte del Metro de la Ciudad de México, perteneciente a la Línea 5. Se ubica al norte de la Ciudad de México, en la alcaldía Gustavo A. Madero.

## Información general
Su nombre se debe a que se encuentra situada en frente de la Terminal Central de Autobuses del Norte, misma que da servicio de transporte foráneo terrestre. La línea 5 fue inaugurada en 1981, tuvo tres obras de ampliación, de las cuales en la última, inaugurada en 1982 de La Raza a Politécnico, se encontró Autobuses del Norte.

## Afluencia
La siguiente tabla muestra la afluencia de la estación en los últimos 10 años:
| Afluencia Anual de Pasajeros | Afluencia Anual de Pasajeros | Afluencia Anual de Pasajeros | Afluencia Anual de Pasajeros | Afluencia Anual de Pasajeros | Afluencia Anual de Pasajeros |
| ---------------------------- | ---------------------------- | ---------------------------- | ---------------------------- | ---------------------------- | ---------------------------- |
| Año                          | Afluencia                    | A Diario                     | Ranking Anual                | Aumento%                     | Ref.                         |
| 2024                         | -                            | -                            | -                            | -                            |                              |
| 2023                         | 6,974,950                    | 19,109                       | 59°/195                      | +11.92%                      | [ 3 ]                        |
| 2022                         | 6,231,958                    | 17,073                       | 55°/175                      | +44.17%                      | [ 4 ]                        |
| 2021                         | 4,322,667                    | 11,842                       | 69°/195                      | -3.47%                       | [ 5 ]                        |
| 2020                         | 4,478,099                    | 12,235                       | 76°/195                      | -45.92%                      | [ 6 ]                        |
| 2019                         | 8,280,147                    | 22,685                       | 68°/195                      | -0.92%                       | [ 7 ]                        |
| 2018                         | 8,357,253                    | 22,896                       | 69°/195                      | +1.78%                       | [ 8 ]                        |
| 2017                         | 8,211,462                    | 22,497                       | 69°/195                      | -5.42%                       | [ 9 ]                        |
| 2016                         | 8,682,345                    | 23,722                       | 66°/195                      | +1.05%                       | [ 10 ]                       |
| 2015                         | 8,591,750                    | 23,539                       | 65°/195                      | -0.53%                       | [ 11 ]                       |

## Conectividad

### Salidas
- Oriente: Avenida de los 100 metros (Terminal Central de Autobuses del Norte), Colonia Magadalena de las Salinas.
- Norponiente: Avenida de los 100 metros y Poniente 118, Colonia Panamericana.
- Surponiente: Avenida de los 100 metros y Poniente 116, Colonia Panamericana.
- Suroriente: Avenida de los 100 metros y Poniente 116, Colonia Panamericana.

### Conexiones
Existen conexiones con las estaciones y paradas de diversos sistemas de transporte:
Servicio de Transportes Eléctricos de la Ciudad de México
- Línea 1 del Trolebús de la Ciudad de México (Central del Norte / Central del Sur):
  - Central del Norte.

Red de Transportes de Pasajeros
- Módulo 6 Alcaldía Gustavo A. Madero:
  - Ruta 23 (Col. El Tepetatal (El Charco)-La Raza).
  - Ruta 103 (Ampliación Malacates-La Raza).

Corredores Concesionados
- Corredor 15: Eje 4 Norte-Talismán (ESASA) (Av. Ceylán / Av. Central)

## Sitios de interés
- Terminal Central de Autobuses del Norte
- Hospital Juárez de México